# أوتو شميدت
أوتو شميدت (بالروسية:О́тто Ю́льевич Шмидт؛ 30 سبتمبر، 1891 - 7 سبتمبر، 1956) كان عالما، رياضياتيا، فلكيا، جيوفيزيائيا، رجل دولة، أكاديميا، وبطلا للاتحاد السوفيتي، وعضوا في الحزب الشيوعي السوفيتي.
كان رئيس تحرير الموسوعة السوفيتية العظمى من العام 1924-1941. كان أستاذا في جامعة موسكو من 1923-1956.

## روابط خارجية
- أوتو شميدت على موقع الموسوعة البريطانية (الإنجليزية)
- أوتو شميدت على موقع مونزينجر (الألمانية)